# Ozyptila sanctuaria
Ozyptila sanctuaria är en spindelart som först beskrevs av O. Pickard-Cambridge 1871.  Ozyptila sanctuaria ingår i släktet Ozyptila och familjen krabbspindlar. Inga underarter finns listade i Catalogue of Life.